# Indias de Mayagüez 2020
Questa voce raccoglie le informazioni riguardanti le Indias de Mayagüez nella stagione 2020.

## Organigramma societario
Area direttiva
- Presidente: Marvin Alameda

Area tecnica
- Allenatore: Javier Gaspar

## Rosa
| N° | Nome                | Ruolo | Data di nascita  | Nazionalità sportiva |
| -- | ------------------- | ----- | ---------------- | -------------------- |
| 1  | Angélica Padilla    | C     | 13 gennaio 1990  | Porto Rico           |
| 3  | Valeria León        | L     | 21 novembre 1995 | Porto Rico           |
| 4  | Kyla Richey         | S     | 20 giugno 1989   | Canada               |
| 5  | Saraí Álvarez       | O     | 3 aprile 1986    | Porto Rico           |
| 6  | Génesis Arroyo      | P     | -                | Porto Rico           |
| 8  | Gabriela Colón      | S     | 29 luglio 1995   | Porto Rico           |
| 9  | Nicole Cruz         | C     | 15 agosto 1995   | Porto Rico           |
| 10 | Jizzyan Gesualdo    | P     | 19 luglio 1994   | Porto Rico           |
| 11 | Mildrelis Rodríguez | S     | 1º aprile 1997   | Porto Rico           |
| 12 | Ashley Vázquez      | P     | 8 gennaio 1993   | Porto Rico           |
| 13 | Shirley Ferrer      | S     | 23 giugno 1991   | Porto Rico           |
| 17 | Dalianliz Rosado    | L     | 17 novembre 1995 | Porto Rico           |
| 18 | Shannon Torregrosa  | C     | 1º febbraio 1981 | Porto Rico           |
| 19 | Shelly Fanning      | C     | 8 gennaio 1997   | Stati Uniti          |

## Mercato
| Acquisti | Acquisti            | Acquisti             | Acquisti   |
| R.       | Nome                | da                   | Modalità   |
| -------- | ------------------- | -------------------- | ---------- |
| L        | Valeria León        | Llaneras de Toa Baja | definitivo |
| C        | Nicole Cruz         | Llaneras de Toa Baja | definitivo |
| P        | Jizzyan Gesualdo    | Llaneras de Toa Baja | definitivo |
| S        | Mildrelis Rodríguez | Evansville           | definitivo |
| S        | Shirley Ferrer      | Vandœuvre Nancy      | definitivo |
| L        | Dalianliz Rosado    | -                    | definitivo |
| C        | Shelly Fanning      | Baylor               | definitivo |
| S        | Kyla Richey         | -                    | definitivo |

| Cessioni | Cessioni              | Cessioni             | Cessioni   |
| R.       | Nome                  | a                    | Modalità   |
| -------- | --------------------- | -------------------- | ---------- |
| S        | Sashelyn del Castillo | -                    | ritirata   |
| P        | Kathia Sánchez        | Llaneras de Toa Baja | definitivo |
| L        | Nomaris Vélez         | Changas de Naranjito | definitivo |
| L        | Learis Jusino         | -                    | ritirata   |
| S        | Ninoshka Vázquez      | Pinkin de Corozal    | definitivo |
| S        | Isabel Quintana       | Changas de Naranjito | definitivo |
| C        | Jennifer Quesada      | -                    | ritirata   |

## Risultati

### LVSF

#### Regular season
| 12 febbraio 2020 Coliseo Carmen Zoraida Figueroa, Corozal   | Pinkin de Corozal         | 0 - 3 | Indias de Mayagüez        | 19-25, 14-25, 15-25               |
| 15 febbraio 2020 Coliseo Roger L. Mendoza, Caguas           | Criollas de Caguas        | 3 - 1 | Indias de Mayagüez        | 25-19, 25-12, 22-25, 25-23        |
| 18 febbraio 2020 Palacio de Recreación y Deportes, Mayagüez | Indias de Mayagüez        | 3 - 1 | Llaneras de Toa Baja      | 25-20, 18-25, 28-26, 25-23        |
| 23 febbraio 2020 Coliseo Gelito Ortega, Naranjito           | Changas de Naranjito      | 3 - 0 | Indias de Mayagüez        | 30-28, 25-19, 25-19               |
| 25 febbraio 2020 Coliseo Antonio R. Barceló, Toa Baja       | Llaneras de Toa Baja      | 3 - 2 | Indias de Mayagüez        | 22-25, 22-25, 25-15, 25-22, 16-14 |
| 27 febbraio 2020 Coliseo Carmen Zoraida Figueroa, Corozal   | Pinkin de Corozal         | 0 - 3 | Indias de Mayagüez        | 13-25, 17-25, 19-25               |
| 28 febbraio 2020 Coliseo Roger L. Mendoza, Caguas           | Criollas de Caguas        | 3 - 1 | Indias de Mayagüez        | 25-22, 27-29, 25-16, 25-21        |
| 1º marzo 2020 Coliseo Rubén Zayas Montañez, Trujillo Alto   | Amazonas de Trujillo Alto | 3 - 0 | Indias de Mayagüez        | 26-24, 25-23, 25-23               |
| 3 marzo 2020 Palacio de Recreación y Deportes, Mayagüez     | Indias de Mayagüez        | 3 - 2 | Criollas de Caguas        | 25-19, 15-25, 25-20, 10-25, 15-13 |
| 5 marzo 2020 Palacio de Recreación y Deportes, Mayagüez     | Indias de Mayagüez        | 3 - 0 | Valencianas de Juncos     | 25-17, 25-23, 25-23               |
| 7 marzo 2020 Palacio de Recreación y Deportes, Mayagüez     | Indias de Mayagüez        | 1 - 3 | Changas de Naranjito      | 21-25, 25-19, 21-25, 17-25        |
| 12 marzo 2020 Coliseo Gelito Ortega, Naranjito              | Changas de Naranjito      | -     | Indias de Mayagüez        | annullata                         |
| 14 marzo 2020 Palacio de Recreación y Deportes, Mayagüez    | Indias de Mayagüez        | -     | Llaneras de Toa Baja      | annullata                         |
| 15 marzo 2020 Palacio de Recreación y Deportes, Mayagüez    | Indias de Mayagüez        | -     | Amazonas de Trujillo Alto | annullata                         |
| 18 marzo 2020 Palacio de Recreación y Deportes, Mayagüez    | Indias de Mayagüez        | -     | Valencianas de Juncos     | annullata                         |
| 22 marzo 2020 Palacio de Recreación y Deportes, Mayagüez    | Indias de Mayagüez        | -     | Criollas de Caguas        | annullata                         |
| 25 marzo 2020 Palacio de Recreación y Deportes, Mayagüez    | Indias de Mayagüez        | -     | Changas de Naranjito      | annullata                         |
| 27 marzo 2020 Coliseo Antonio R. Barceló, Toa Baja          | Llaneras de Toa Baja      | -     | Indias de Mayagüez        | annullata                         |
| 2 aprile 2020 Coliseo Rubén Zayas Montañez, Trujillo Alto   | Amazonas de Trujillo Alto | -     | Indias de Mayagüez        | annullata                         |
| 3 aprile 2020 Coliseo Rafael Amalbert, Juncos               | Valencianas de Juncos     | -     | Indias de Mayagüez        | annullata                         |
| 5 aprile 2020 Coliseo Rafael Amalbert, Juncos               | Valencianas de Juncos     | -     | Indias de Mayagüez        | annullata                         |
| 8 aprile 2020 Palacio de Recreación y Deportes, Mayagüez    | Indias de Mayagüez        | -     | Pinkin de Corozal         | annullata                         |
| 15 aprile 2020 Palacio de Recreación y Deportes, Mayagüez   | Indias de Mayagüez        | -     | Pinkin de Corozal         | annullata                         |
| 16 aprile 2020 Palacio de Recreación y Deportes, Mayagüez   | Indias de Mayagüez        | -     | Amazonas de Trujillo Alto | annullata                         |

## Statistiche

### Statistiche di squadra
| Competizione | Punti | In casa | In casa | In casa | In trasferta | In trasferta | In trasferta | Totale | Totale | Totale |
| Competizione | Punti | G       | V       | P       | G            | V            | P            | G      | V      | P      |
| ------------ | ----- | ------- | ------- | ------- | ------------ | ------------ | ------------ | ------ | ------ | ------ |
| LVSF         | 15    | 4       | 3       | 1       | 7            | 2            | 5            | 11     | 5      | 6      |
| Totale       | -     | 4       | 3       | 1       | 7            | 2            | 5            | 11     | 5      | 6      |

G = partite giocate; V = partite vinte; P = partite perse